# 群青日和/遭難
「群青日和／遭難」（ぐんじょうびより／そうなん）は、2004年11月25日に発売された東京事変の1枚目のアナログ盤アルバム。発売元はEMIミュージック・ジャパン／Virgin Music。

## 概要
シングル「群青日和」、「遭難」全収録曲をアナログ音源化して1枚にまとめた作品。12インチアナログ盤。初回限定生産。ジャケットはCDアルバム『教育』の折鶴のイラストをすべて白にしたデザインとなっている。

## 収録曲

### SIDE A
1. 群青日和 
（作詞： 椎名林檎　作曲： H是都M）
  - 三洋電機「au W21SA」CMソング。
2. その淑女（をんな）ふしだらにつき 
（作詞：Lorenz Hart　作曲：Richard Rodgers）
3. 顔 
（作詞： 椎名林檎　作曲： 晝海幹音）

### SIDE B
1. 遭難 
（作詞・作曲：椎名林檎）
2. ダイナマイト 
（作詞：Tom Glazer　作曲：Mort Garson）
3. 心 
（作詞・作曲：椎名林檎）